# Wahlkreis Bendorf/Weißenthurm
Der Wahlkreis Bendorf/Weißenthurm (Wahlkreis 10) ist ein Landtagswahlkreis in Rheinland-Pfalz. Er umfasst die Stadt Bendorf und die Verbandsgemeinden Vallendar und Weißenthurm im Landkreis Mayen-Koblenz, sowie seit 2015 die Verbandsgemeinde Höhr-Grenzhausen im Westerwaldkreis.

## Wahl 2021
Für die Landtagswahl 2021 traten folgende Kandidaten an:
| Direktkandidaten | Partei           | Wahlkreisstimmen in % | Landesstimmen in % |
| ---------------- | ---------------- | --------------------- | ------------------ |
| Karin Küsel      | SPD              | 29,8 %                | 34,9 %             |
| Peter Moskopp    | CDU              | 37,2 %                | 31,6 %             |
| Thomas Damson    | AfD              | 7,0 %                 | 7,0 %              |
| Mathias Koch     | FDP              | 5,3 %                 | 5,5 %              |
| Carmen Bohlender | Grüne            | 10,5 %                | 8,8 %              |
| Steven Schenk    | Die Linke        | 2,3 %                 | 1,9 %              |
| Marianne Altgeld | Freie Wähler     | 7,9 %                 | 5,5 %              |
| –                | Piraten          | –                     | 0,5 %              |
| –                | ÖDP              | –                     | 0,5 %              |
| –                | Klimaliste       | –                     | 0,4 %              |
| –                | Die PARTEI       | –                     | 1,0 %              |
| –                | Tierschutzpartei | –                     | 1,5 %              |
| –                | Volt             | –                     | 0,7 %              |

## Wahl 2016
Die Ergebnisse der Wahl zum 17. Landtag Rheinland-Pfalz vom 13. März 2016:
| Direktkandidaten                  | Partei   | Wahlkreisstimmen | Landesstimmen |
| --------------------------------- | -------- | ---------------- | ------------- |
| Karin Küsel-Ferber                | SPD      | 32,4 %           | 34,6 %        |
| Josef Dötsch                      | CDU      | 39,8 %           | 36,1 %        |
| Katharina Raue                    | GRÜNE    | 5,8 %            | 4,4 %         |
| Carsten Renner                    | FDP      | 5,6 %            | 6,4 %         |
| Wilfried Münz                     | FW       | 5,3 %            | 3,0 %         |
| Thomas Martin Damson              | AfD      | 11,1 %           | 10,8 %        |
| –                                 | Sonstige | –                | 4,7 %         |
| Wahlberechtigte: 60.370 Einwohner |          |                  |               |
| Wahlbeteiligung: 68,2 %           |          |                  |               |

- Direkt gewählt wurde Josef Dötsch (CDU).

## Wahl 2011
Die Ergebnisse der Wahl zum 16. Landtag Rheinland-Pfalz vom 27. März 2011:
| Direktkandidaten                  | Partei    | Wahlkreisstimmen | Landesstimmen |
| --------------------------------- | --------- | ---------------- | ------------- |
| Dieter Klöckner                   | SPD       | 34,8 %           | 34,0 %        |
| Josef Dötsch                      | CDU       | 45,0 %           | 40,3 %        |
| Karin Bothe                       | FDP       | 3,6 %            | 4,2 %         |
| Katharina Raue                    | GRÜNE     | 13,7 %           | 14,2 %        |
| Aziz Aldemir                      | DIE LINKE | 2,9 %            | 2,6 %         |
| –                                 | Sonstige  | –                | 4,7 %         |
| Wahlberechtigte: 50.022 Einwohner |           |                  |               |
| Wahlbeteiligung: 58,6 %           |           |                  |               |

- Direkt gewählt wurde Josef Dötsch (CDU).[6]
- Über die Landeslisten wurden Dieter Klöckner (SPD) (Listenplatz 37) und Katharina Raue (GRÜNE) (Listenplatz 9) in den Landtag gewählt.[8]

## Wahl 2006
Die Ergebnisse der Wahl zum 15. Landtag Rheinland-Pfalz vom 26. März 2006:
| Direktkandidaten                  | Partei   | Wahlkreisstimmen | Landesstimmen |
| --------------------------------- | -------- | ---------------- | ------------- |
| Dieter Klöckner                   | SPD      | 41,7 %           | 44,4 %        |
| Josef Dötsch                      | CDU      | 44,5 %           | 37,9 %        |
| Ester von Roehl                   | FDP      | 6,9 %            | 7,4 %         |
| Katharina Raue                    | GRÜNE    | 4,5 %            | 3,4 %         |
| Paul Schuh                        | WASG     | 2,5 %            | 2,0 %         |
| –                                 | Sonstige | –                | 4,9 %         |
| Wahlberechtigte: 49.679 Einwohner |          |                  |               |
| Wahlbeteiligung: 55,3 %           |          |                  |               |

- 2006 wurde Josef Dötsch (CDU) aus Mülheim-Kärlich direkt gewählt. Er ist seit 2006 Mitglied des Landtags.[9]
- Dieter Klöckner (SPD) aus Vallendar wurde über die Landesliste (Platz 38) in den Landtag gewählt.[11]

## Wahlkreissieger
| Wahl | Name               | Partei | Stimmenanteil |
| ---- | ------------------ | ------ | ------------- |
| 1991 | Franz-Gerd Kraemer | SPD    | 51,3 %        |
| 1996 | Günter Schöneberg  | CDU    | 44,8 %        |
| 2001 | Dieter Klöckner    | SPD    | 46,0 %        |
| 2006 | Josef Dötsch       | CDU    | 44,5 %        |
| 2011 | Josef Dötsch       | CDU    | 45,0 %        |
| 2016 | Josef Dötsch       | CDU    | 39,8 %        |
| 2021 | Peter Moskopp      | CDU    | 37,2 %        |